# Medal of Honor: Airborne
Medal of Honor: Airborne је следећи наставак Medal of Honor серијала компјутерских игара. Развио ју је Electronic Arts Los Angeles за различите платформе PlayStation 3, Xbox 360 и PC. Први трејлер је објављен 9. новембра 2006. године. Скриншотови из игре појавили су се 22. јануара 2007. Верзија за Xbox 360 и PC појавила се септембра а за PlayStation 3 новембра 2007. године.

## Играчко окружење

### Мисије
Мисије у овој игри разликоваће се од оних у претходним играма овог серијала. Играч ће моћи да мења место десанта па тако и ток мисије. Мисије неће имати уобичајен почетак и крај.

### Оружја
Играч има могућност да бира оружја. Нова оружја се откључавају како играч напредује. Околина је подложна променама услед дејства оружја (на пример услед експлозија граната).

### Возила
У игри нису доступна возила која играч може да контролише.

### Вештачка интелигенција
Сви компјутерски контролисани ликови су способни да реагују у складу са ситуацијом и окружењем као и да користе окружење у циљу стицања тактичке предности. Теоретски то значи да противници покушавају да опколе играча као и да користе различите заклоне. Игра не генерише неограничен број непријатеља па то омогућава играчу да очисти и држи неку територију. Ово ипак функционише само неколико минута након чега се противници поново појављују. Такође, чим примете да је граната бачена противници се дају у бекство што готово у потпуности неутралише ефикасност овог оружја.

## Приказ
Играч је стављен у улогу редова прве класе Бојда Траверса, падобранца у америчкој 82. ваздушно-десантној дивизији. Бори се у најважнијим падобранским акцијама током рата на Сицилији, у Француској, Немачкој, Холандији. Игра почиње савезничким искрцавањем на Сицилију (1943) након чега је уследила спасилачка операција у Салерну. У наредном делу игре играч учествује у падобранском десанту који је претходио искрцавању у Нормандији и борбама које су уследиле. Крај игре обухвата пропали покушај да се осигурају путеви и мостови у Немачкој током кога је изведен ваздушни десант са 30 000 падобранаца што представља највећу операцију овог типа у историји ратовања.

## Локације
У игри постоји пет кампања које обухватају операцију Хаски, операцију Аваланш, операцију Нептун, операцију Маркет Гарден и на крају операцију Варсити. Мисије ће се одигравати у Италији, Француској, Холандији и Немачкој.

## Мод за више играча
У игри је подржан мултиплејер а развојни тим је користио различите технике како би онемогућио варање.

## Модовање
Алат за модовање SDK/MDK је испоручен уз игру.